# Tony Warriner
Tony Warriner (...) è un autore di videogiochi britannico.
È noto per essere uno dei co-fondatori di Revolution Software.

## Biografia
Tony Warriner entrò in contatto con i primi home computer all'età di tredici anni, e cominciò a programmare videogiochi quando era ancora uno studente. Creò il suo primo progetto di natura commerciale durante un periodo di preparazione degli esami: il titolo, chiamato Obsidian, venne realizzato interamente da Warriner, dalla programmazione del codice alla grafica, passando per gli effetti sonori. Warriner sottopose il gioco all'attenzione di un editore britannico, Artic Computing, che decise di pubblicarlo su Amstrad CPC; nella scelta giocò un ruolo fondamentale uno degli impiegati di Artic, Charles Cecil, che giudicò brillante il lavoro di Warriner.
Dopo il successo del suo primo titolo Warriner entrò a far parte del team di Artic, ma l'azienda fallì e fu costretta a chiudere di lì a poco. Cecil però gli offrì un nuovo lavoro presso una piccola azienda da lui appena fondata, Paragon Programming; tuttavia, quando Cecil fu assunto dall'editore U.S. Gold, le strade dei due si divisero nuovamente.
Dopo alcune brevi esperienze nel campo dei videogiochi Warriner fu assunto dalla Bytron, un'azienda che si occupava di prodotti per l'aviazione, dove si occupò della realizzazione di software per il controllo del traffico aereo. Nel 1989, mentre era impiegato presso questa azienda, venne contattato nuovamente da Cecil, intenzionato a creare una nuova software house: Warriner accettò e si unì al progetto insieme a un altro programmatore della Bytron, David Sykes. L'anno successivo, il 1990, vide la nascita dello studio, che prese il nome di Revolution Software.
Il primo compito di Warriner nella neonata azienda fu quello di scrivere e programmare un motore grafico, il Virtual Theatre: lo scopo di Revolution era quello di dar vita a un mondo che sembrasse vivo, in cui i personaggi non giocanti potessero agire in modo autonomo e indipendente dal giocatore. Il motore venne impiegato per il primo titolo dell'azienda, Lure of the Temptress, pubblicato nel 1992 da Virgin Interactive: Warriner venne accreditato insieme a David Sykes come programmatore del titolo, e ha dichiarato che Lure of the Temptress è uno dei giochi cui è più legato, per via delle difficoltà e delle ristrettezze economiche in cui venne realizzato.
A partire da questo primo progetto, Warriner divenne una delle presenze fisse e delle figure chiave nello sviluppo dei giochi di Revolution Software. Programmò in prima persona Beneath a Steel Sky, pubblicato nel 1994 da Virgin Interactive, e basato ancora una volta sul motore Virtual Theatre; Warriner ha dichiarato che si tratta probabilmente del suo gioco preferito tra quelli che ha sviluppato. All'aumentare delle dimensioni del team, Warriner ha ricoperto ruoli di supervisore nello sviluppo dei videogiochi di Revolution, a partire da quelli della serie di Broken Sword.

## Videogiochi
- Obsidian (1986)
- Ultima Ratio (1987)
- Death Stalker (1988)
- 19 Part One: Boot Camp (1988)
- Lure of the Temptress (1992)
- Beneath a Steel Sky (1994)
- Broken Sword: Il segreto dei Templari (1996)
- Broken Sword II: La profezia dei Maya (1997)
- Oro e gloria: La strada per El Dorado (2000)
- A sangue freddo (2000)
- Broken Sword: Il sonno del drago (2003)
- Broken Sword: L'angelo della morte (2006)
- Broken Sword: Il segreto dei Templari – The Director's Cut (2009)
- Beneath a Steel Sky: Remastered (2009)
- Broken Sword II: La profezia dei Maya - Rimasterizzato (2010)